# Cahiers européens de l'imaginaire
Les Cahiers de l'Imaginaire, (depuis 2009 les Cahiers européens de l'imaginaire) sont une revue de sciences humaines fondée en 1988 par Gilbert Durand et Michel Maffesoli et dirigés par Michaël Dandrieux et Vincenzo Susca. Ils publient côte à côte les interrogations de jeunes et les textes de penseurs établis, comme Zygmunt Bauman, Franco Ferrarotti, Roger Caillois, Etienne Klein ou Edgar Morin. Les Cahiers européens de l'imaginaire publient certains de ces textes en édition bilingue.

## Éditions successives
- Semestrielle de 1988 à 1989, chez Privat,
- Annuelle de 1990 à 1998, chez L'Harmattan,
- Annuelle de 1999 à 2008, au service des publications de l'université Montpellier III,
- Annuelle à partir de 2009, chez CNRS éditions.

## Numéros parus

### Les Cahiers européens de l'imaginaire
- Numéro 10 (2021) La Nuit.
- Numéro 9 (2018) Le Voyage.
- Numéro 8 (2016) La Rue.
- Numéro 7 (2015) Le Baroque.
- Numéro 6 (2014) Le Fake.
- Numéro 5 (2013) Manger ensemble.
- Numéro 4 (2012) L'amour.
- Numéro 3 (2011) Technomagie.
- Numéro 2 (2010) Le luxe.
- Numéro 1 (2009) La barbarie.

### Les Cahiers de l'imaginaire
- Numéro 22 (2007) Symboles et symbolismes. Sous la direction d'Hélène Houdayer.
- Numéro 21 (2007) Imaginaire et santé. Sous la direction de Georges Bertin.
- Numéro 20 (2002) Figures du lien social. Sous la direction de Denis Fleurdorge.
- Numéro 19 (2000) Transversalités festives. Sous la direction de Philippe Joron.
- Numéro 18 (1999) Arts de vivre. Sous la direction d'Hélène Houdayer.
- Numéro 17 (1998) Imaginaire et nouveaux médias. Sous la direction de Lise Boily.
- Numéro 16 (1998) Esthétique, littérature, et modernité. Sous la direction de Yves Laberge.
- Numéro 14-15 (1997) Épistémologie, éthique et politique. Sous la direction de Martine Xiberras.
- Numéro 13 (1996) Anthropologie Brésilienne. Sous la direction de André Lémos.
- Numéro 12 (1996) Imaginaires de l'âme. Sous la direction de Georges Bertin.
- Numéro 11 (1995) Imaginaires, Champs et Méthodes. Collectif.
- Numéro 10 (1994) Rencontres et Apparitions Fantastiques. Sous la direction de Jean-Bruno Renard.
- Numéro 9 (1993) Les frontières de l'imaginaire.
- Numéro 8 (1992) Roger Caillois et les approches de l'imaginaire.
- Numéro 7 (1992) Présence de Guy Hocquenghem.
- Numéro 5-6 (1990) Mythologie et Vie Sociale.
- Numéro 4 (1989) Imaginaire et vie quotidienne.
- Numéro 3 (1989) Les formes de l’imaginaire social.
- Numéro 2 (1988) L’imaginaire du politique.
- Numéro 1 (1988) L’imaginaire dans les sciences et les arts.